# جورج جاي ميد
جورج جاي ميد (بالإنجليزية: George J. Mead)‏ هو مهندس أمريكي، ولد في 27 ديسمبر 1891 في إيفرت في الولايات المتحدة، وتوفي في 20 يناير 1949 في هارتفورد في الولايات المتحدة.